# Divize C 1976/1977
V soubojích 12. ročníku České divize C 1976/77 se utkalo 14 týmů dvoukolovým systémem podzim–jaro. Tento ročník začal v srpnu 1976 a skončil v červnu 1977.

## Nové týmy v sezoně 1976/77
Z 2. ligy – sk. A 1975/76 sestoupila do Divize C mužstva TJ Sklostroj Turnov a TJ Náchod. Z krajských přeborů ročníku 1975/76 postoupila vítězná mužstva TJ Lokomotiva Pardubice z Východočeského krajského přeboru, TJ ČSAD Benešov ze Středočeského krajského přeboru a TJ Bohemians ČKD Praha "B" ze Pražského přeboru. Také sem bylo přeřazeno mužstvo TJ Slavia IPS Praha "B" z Divize B.

## Výsledná tabulka
| Poř.  | Tým                             | Z  | V  | R  | P  | VG | OG | B  |
| ----- | ------------------------------- | -- | -- | -- | -- | -- | -- | -- |
| 1.    | TJ ČSAD Benešov                 | 26 | 13 | 10 | 3  | 38 | 13 | 36 |
| 2.    | TJ Jawa Metaz Týnec nad Sázavou | 26 | 15 | 6  | 5  | 53 | 35 | 36 |
| 2.    | TJ Bohemians ČKD Praha "B"      | 26 | 14 | 3  | 9  | 48 | 35 | 31 |
| 4.    | TJ Kolín                        | 26 | 11 | 8  | 7  | 54 | 36 | 30 |
| 5.    | TJ Slavia IPS Praha "B"         | 26 | 9  | 8  | 9  | 45 | 45 | 26 |
| 6.    | TJ Lokomotiva Trutnov           | 26 | 8  | 9  | 9  | 35 | 35 | 25 |
| 7.    | TJ Spartak Hradec Králové "B"   | 26 | 10 | 5  | 11 | 37 | 45 | 25 |
| 8.–9. | TJ Lokomotiva Nymburk           | 26 | 9  | 6  | 11 | 40 | 33 | 24 |
| 8.–9. | TJ Sklostroj Turnov             | 26 | 10 | 4  | 12 | 40 | 33 | 24 |
| 10.   | TJ Náchod                       | 26 | 10 | 4  | 12 | 40 | 39 | 24 |
| 11.   | TJ Spartak Pelhřimov            | 26 | 10 | 4  | 12 | 30 | 40 | 24 |
| 12.   | TJ Spartak Motorlet Praha       | 26 | 8  | 7  | 11 | 30 | 39 | 23 |
| 13.   | TJ Lokomotiva Pardubice         | 26 | 7  | 7  | 12 | 39 | 59 | 21 |
| 14.   | TJ Kolora Semily                | 26 | 5  | 5  | 16 | 27 | 67 | 15 |

Poznámky:
- Z = Odehrané zápasy; V = Vítězství; R = Remízy; P = Prohry; VG = Vstřelené góly; OG = Obdržené góly; B = Body

|  | Postup do 2. ligy – sk. A 1977/78                |
|  | Sestup do příslušného oblastního přeboru 1977/78 |